# تشريح سقطة
تشريح سقطة (بالفرنسية: Anatomie d'une chute)‏ فيلم دراما فرنسي. من اخراج جوستين تريت، وسيناريو كتبته مع آرثر هاراري. ومن بطولة ساندرا هولر بدور كاتبة تحاول إثبات براءتها من وفاة زوجها.
تم عرض الفيلم لأول مرة في مهرجان كان السينمائي السادس والسبعين في 21 أيار/مايو 2023، حيث فاز بجائزة السعفة الذهبية.

## الممثلون
- ساندرا هولر بدور ساندرا فويتر
- سوان ارلود بدور فنسنت رينزي
- ميلو ماتشادو جرانر بدور دانييل ماليسكي
- أنطوان رينارتز دور المدعي العام
- صامويل ثيس بدور صامويل ماليسكي
- جيني بيث دور مارج بيرجر
- سعدية بنطيب بدور نور
- كاميل رذرفورد بدور زوي سوليدور
- آن روتجر بدور الرئيسة
- صوفي فيليير بدور مونيكا

## روابط خارجية
- تشريح سقطة على موقع IMDb (الإنجليزية)
- تشريح سقطة على موقع ميتاكريتيك (الإنجليزية)
- تشريح سقطة على موقع روتن توميتوز (الإنجليزية)
- تشريح سقطة على موقع ألو سيني (الفرنسية)
- تشريح سقطة على موقع أول موفي (الإنجليزية)
- تشريح سقطة على موقع فيلمافينيتي (الإسبانية)
- تشريح سقطة على موقع قاعدة بيانات الأفلام السويدية (السويدية)
- تشريح سقطة على موقع قاعدة بيانات الفيلم (الإنجليزية)
- تشريح سقطة على موقع ليتربوكسد (الإنجليزية)
- تشريح سقطة على موقع كينوبويسك (الروسية)